# Схеффер, Аугюст
Аугюст Схеффер (нидерл. August Scheffer, 24 января 1898 — 1 ноября 1952) — нидерландский тяжелоатлет, призёр Олимпийских игр.

## Биография
Родился в 1898 году в Харлеме, был содержателем таверны. В 1924 году принял участие в Олимпийских играх в Париже, но стал лишь 7-м. В 1928 году на Олимпийских играх в Амстердаме установил олимпийский рекорд в рывке, но не смог сохранить первое место в толчке, и в итоге получил лишь бронзовую медаль.